# 水島公一
水島公一（みずしま こういち、1941年1月30日 - ）は、日本の物理学者、材料科学者。リチウムイオン二次電池の正極材であるコバルト酸リチウム（LiCoO2）など、一連の物質を発見した。現在､(株)東芝エグゼクティブフェロー。東京都北区出身。

## 略歴
- 東京都立戸山高等学校卒業。
- 1964年 - 東京大学理学部物理学科卒業。
- 1969年 - 東京大学大学院理学系研究科物理学専攻博士課程修了（理学博士）。東京大学理学部物理学科助手。
- 1977年 - 1979年 オックスフォード大学無機化学研究所にてリチウムイオン二次電池の新電極材料探索。コバルト酸リチウムなど一連の物質を発見。
- 1982年 - 東芝入社。分子デバイス、高温超伝導デバイス、磁性デバイス開発。
- 1999年 - 「リチウム二次電池のコバルトおよびニッケル酸化物正極材料の発見と発明」により加藤記念賞（（財）加藤科学振興会）を受賞。
- 2007年 - 「遷移金属酸化物に関する物性研究と応用開拓」により応用物理学会フェロー（応用物理学会）。
- 2016年 - 物質・材料研究機構よりNIMS Award を受賞。
- 2019年 - 東京大学総長特別表彰（東京大学）[5]

## 歩みと功績
東京大学理学部助手のときに、ジョン・グッドイナフ教授の招きでオックスフォード大学無機化学研究所に滞在し、リチウムイオン二次電池の正極材料となるコバルト酸リチウム（LiCoO2）など、一連の物質を発見した。

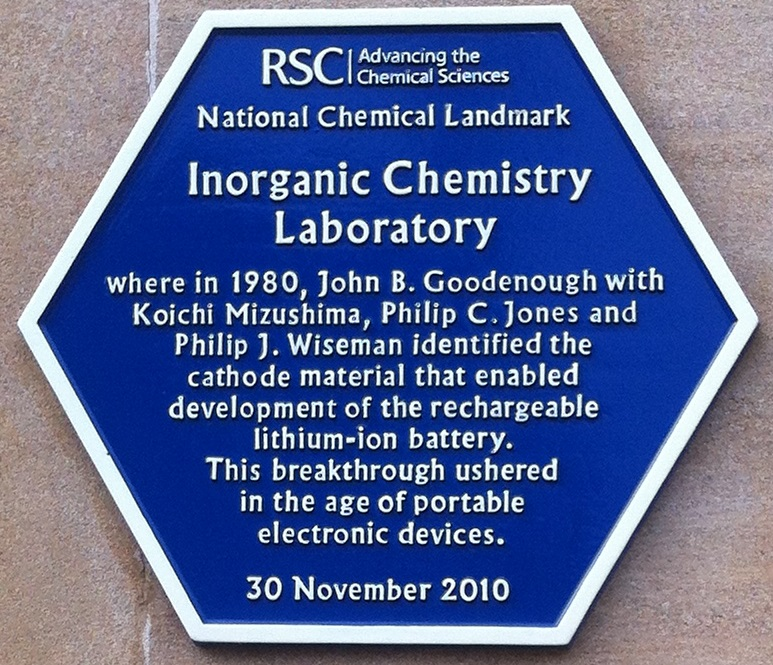
オックスフォードにおける充電式リチウムイオン電池への業績を記念して王立化学会より設置されたブルー・プラーク